# NSK Stijldansen
Het Nederlandse Studenten Kampioenschap Stijldansen is een evenement waarbij Nederlandse HBO- of WO-studenten hun kunsten op het gebied van stijldansen kunnen laten zien.

## Algemeen
Net als voor andere studentensporten bestaat voor stijldansen een NSK. Aan het NSK stijldansen kunnen studenten van het HBO of het WO in Nederland deelnemen. Er worden danswedstrijden georganiseerd in de categorieën ballroom (standaard) en Latijns-Amerikaans. Er kan op verschillende niveaus worden gedanst, afhankelijk van aantal jaren ervaring en ervaring bij wedstrijden.

## Afgelopen NSK's
Het eerste NSK Stijldansen heeft plaatsgevonden op 28 mei 2005 in Groningen. Het tweede NSK Stijldansen heeft plaatsgevonden op 18 november 2006. De organisatie van het beide NSK's was in handen van Studenten Dansvereniging The Blue Toes onder auspiciën van Studentensport Nederland.